# Lista siturilor arheologice din județul Sălaj - G
Lista siturilor arheologice din județul Sălaj - G conține toate siturile arheologice din județul Sălaj înscrise în Repertoriul Arheologic Național (RAN) și aflate în localități al căror nume începe cu litera G. RAN este administrat de Ministerul Culturii și Patrimoniului Național și cuprinde date științifice, cartografice, topografice, imagini și planuri, precum și orice alte informații privitoare la zonele cu potențial arheologic, studiate sau nu, încă existente sau dispărute.
Puteți căuta un sit din localitățile care încep cu litera G folosind formularul de mai jos sau puteți naviga prin toate siturile din județ la Lista siturilor arheologice din județul Sălaj.
| Cod RAN                                   | Denumire | Localitate                                | Adresă                       | Datare               | Descoperit | Coordonate                                              | Imagine           | Erori            |
| ----------------------------------------- | --- | ----------------------------------------- | ---------------------------- | -------------------- | ---------- | ------------------------------------------------------- | ----------------- | ---------------- |
| 142042.01.01 (Cod LMI: SJ-I-s-B-04898)    | Așezarea Wietenberg de la Giurtelecu Șimleului - "Tărbăcii" / ansamblu anonim (Categorie: locuire civilă) (Tip: Așezare)                   | sat Giurtelecu Șimleului, comuna Măeriște | Tărbăcii                     | Wietenberg           |            | 47°17′48″N 22°47′44″E / 47.2966666667°N 22.7955555556°E | Încărcați imagine | Raportați eroare |
| 142042.02.04 (Cod LMI: SJ-I-m-B-04899.01) | Situl arheologic de la Giurtelecu Șimleului - "Coasta lui Damian" / ansamblu anonim (Categorie: locuire civilă) (Tip: Așezare fortificată) | sat Giurtelecu Șimleului, comuna Măeriște | Coasta lui Damian            | geto-dacică          |            |                                                         | Încărcați imagine | Raportați eroare |
| 142042.02.01 (Cod LMI: SJ-I-m-B-04899.03) | Situl arheologic de la Giurtelecu Șimleului - "Coasta lui Damian" / ansamblu anonim (Categorie: locuire civilă) (Tip: Așezare)             | sat Giurtelecu Șimleului, comuna Măeriște | Coasta lui Damian            | Tiszapolgár          |            |                                                         | Încărcați imagine | Raportați eroare |
| 142042.02.02 (Cod LMI: SJ-I-m-B-04899.02) | Situl arheologic de la Giurtelecu Șimleului - "Coasta lui Damian" / ansamblu anonim (Categorie: locuire civilă) (Tip: Așezare)             | sat Giurtelecu Șimleului, comuna Măeriște | Coasta lui Damian            | Coțofeni             |            |                                                         | Încărcați imagine | Raportați eroare |
| 142042.02.03 (Cod LMI: SJ-I-m-B-04899.02) | Situl arheologic de la Giurtelecu Șimleului - "Coasta lui Damian" / ansamblu anonim (Categorie: locuire civilă) (Tip: Așezare)             | sat Giurtelecu Șimleului, comuna Măeriște | Coasta lui Damian            | Wietenberg - II      |            |                                                         | Încărcați imagine | Raportați eroare |
| 142042.07 (Cod LMI: SJ-I-s-B-04900)       | Așezarea eneolitică de la Giurtelecu Șimleului - "Dâmbu Radului" / ansamblu anonim (Categorie: locuire civilă)                             | sat Giurtelecu Șimleului, comuna Măeriște | Dâmbu Radului                |                      |            | 47°17′48″N 22°47′44″E / 47.2966666667°N 22.7955555556°E | Încărcați imagine | Raportați eroare |
| 142042.07.01 (Cod LMI: SJ-I-s-B-04900)    | Așezarea eneolitică de la Giurtelecu Șimleului - "Dâmbu Radului" / ansamblu anonim (Categorie: locuire civilă) (Tip: Așezare)              | sat Giurtelecu Șimleului, comuna Măeriște | Dâmbu Radului                | Tiszapolgar          |            | 47°17′48″N 22°47′44″E / 47.2966666667°N 22.7955555556°E | Încărcați imagine | Raportați eroare |
| 141241.01.01 (Cod LMI: SJ-I-s-B-04895)    | Așezarea neolitică de la Gârbou - "La Ruini" / ansamblu anonim (Categorie: locuire civilă) (Tip: Așezare)                                  | sat Gârbou, comuna Gârbou                 | La Ruini                     |                      |            |                                                         | Încărcați imagine | Raportați eroare |
| 141241.02.01 (Cod LMI: SJ-I-s-B-04896)    | Așezarea din epoca bronzului de la Gârbou / ansamblu anonim (Categorie: locuire civilă) (Tip: Așezare)                                     | sat Gârbou, comuna Gârbou                 |                              |                      |            |                                                         | Încărcați imagine | Raportați eroare |
| 141241.03.01 (Cod LMI: SJ-I-s-B-04897)    | Villa rustica de la Gârbou / ansamblu anonim (Categorie: locuire civilă) (Tip: Villa rustica)                                              | sat Gârbou, comuna Gârbou                 |                              | romană sec. II - III |            | 47°09′35″N 23°25′08″E / 47.1597222222°N 23.4188888889°E | Încărcați imagine | Raportați eroare |
| 140850.01                                 | Daltă neolitică la Gârceiu- Grădina Popii (Categorie: descoperire izolată) (Tip: obiect izolat)                                            | sat Gârceiu, comuna Crișeni               | Grădina Popii                |                      |            |                                                         | Încărcați imagine | Raportați eroare |
| 141143.01                                 | Obiecte neo-enolitice la Gâlgău- Valea Poienii (Categorie: descoperire izolată) (Tip: obiect izolat)                                       | sat Gâlgău, comuna Gâlgău                 | Valea Poienii                |                      |            |                                                         | Încărcați imagine | Raportați eroare |
| 140896.01                                 | Topor neolitic la Gălășeni- Cartofiște (Categorie: descoperire izolată) (Tip: obiect izolat)                                               | sat Gălășeni, comuna Cuzăplac             | Cartofiște                   |                      |            |                                                         | Încărcați imagine | Raportați eroare |
| 142042.05                                 | Topor neolitic la Giurtelecu Șimleului - "Berc" (Categorie: descoperire izolată) (Tip: obiect izolat)                                      | sat Giurtelecu Șimleului, comuna Măeriște | Berc                         |                      |            |                                                         | Încărcați imagine | Raportați eroare |
| 142042.03.01                              | Așezarea neolitică de la Giugurtelecu Șimleului- Pe Măgură / ansamblu anonim (Categorie: locuire civilă) (Tip: Așezare)                    | sat Giurtelecu Șimleului, comuna Măeriște | Pe Măgură                    |                      |            |                                                         | Încărcați imagine | Raportați eroare |
| 142408.01                                 | Unelte neo-eneolitice de la Gostila (Categorie: descoperire izolată) (Tip: obiect izolat)                                                  | sat Gostila, comuna Poiana Blenchii       |                              |                      |            |                                                         | Încărcați imagine | Raportați eroare |
| 141143.02.01                              | Turnul de epocă romană de la Gâlgău - Poianu / ansamblu anonim (Categorie: fortificație) (Tip: turn)                                       | sat Gâlgău, comuna Gâlgău                 | Poianu                       |                      |            |                                                         | Încărcați imagine | Raportați eroare |
| 141143.03.01                              | Așezarea medievală de la Gâlgău - Preluci și Pe Față / ansamblu anonim (Categorie: locuire) (Tip: așezare)                                 | sat Gâlgău, comuna Gâlgău                 | Preluci și Pe Față           |                      |            |                                                         | Încărcați imagine | Raportați eroare |
| 141241.05.01                              | Așezarea Wietenberg de la Gârbou - Față / ansamblu anonim (Categorie: locuire) (Tip: așezare)                                              | sat Gârbou, comuna Gârbou                 | Față                         | Wietenberg           |            |                                                         | Încărcați imagine | Raportați eroare |
| 141241.06.01                              | Așezarea Wietenberg de la Gârbou - Jiț / ansamblu anonim (Categorie: locuire) (Tip: așezare)                                               | sat Gârbou, comuna Gârbou                 | Jiț                          | Wietenberg           |            |                                                         | Încărcați imagine | Raportați eroare |
| 141241.07.01                              | Așezarea din epoca bronzului de la Gârbou - în spatele casei ing. Vultur / ansamblu anonim (Categorie: locuire) (Tip: așezare)             | sat Gârbou, comuna Gârbou                 | în spatele casei ing. Vultur |                      |            |                                                         | Încărcați imagine | Raportați eroare |
| 141241.08.01                              | Așezarea romană de la Gârbou - Dosul Măcicașului / ansamblu anonim (Categorie: locuire) (Tip: așezare)                                     | sat Gârbou, comuna Gârbou                 | Dosul Măcicașului            |                      |            |                                                         | Încărcați imagine | Raportați eroare |
| 140850.02.01                              | Situl arheologic de la Gârceiu - La Glimele / ansamblu anonim (Categorie: locuire) (Tip: așezare)                                          | sat Gârceiu, comuna Crișeni               | La Glimele                   |                      |            |                                                         | Încărcați imagine | Raportați eroare |
| 140850.02.02                              | Situl arheologic de la Gârceiu - La Glimele / ansamblu anonim (Categorie: locuire) (Tip: așezare)                                          | sat Gârceiu, comuna Crișeni               | La Glimele                   |                      |            |                                                         | Încărcați imagine | Raportați eroare |
| 140850.02.03                              | Situl arheologic de la Gârceiu - La Glimele / ansamblu anonim (Categorie: locuire) (Tip: așezare)                                          | sat Gârceiu, comuna Crișeni               | La Glimele                   |                      |            |                                                         | Încărcați imagine | Raportați eroare |
| 142042.06.01                              | Așezarea din epoca migrațiilor de la Giurtelecu Șimleului - Cârstor / ansamblu anonim (Categorie: locuire) (Tip: așezare)                  | sat Giurtelecu Șimleului, comuna Măeriște | Cârstor                      | sec. VII-IX          |            |                                                         | Încărcați imagine | Raportați eroare |
| 142042.08.01                              | Așezarea medivală de la Giuertelecu Șimleului / ansamblu anonim (Categorie: locuire) (Tip: așezare)                                        | sat Giurtelecu Șimleului, comuna Măeriște |                              | sec. XIII            |            |                                                         | Încărcați imagine | Raportați eroare |
| 141429.01.01                              | Așezarea medievală de la Guruslău - Pustă / ansamblu anonim (Categorie: locuire) (Tip: așezare)                                            | sat Guruslău, comuna Hereclean            | Pustă                        |                      |            |                                                         | Încărcați imagine | Raportați eroare |
| 141429.02.01                              | Așezarea medievală de la Guruslău - Între Pustă și Ter / ansamblu anonim (Categorie: locuire) (Tip: așezare)                               | sat Guruslău, comuna Hereclean            | Între Pustă și Ter           | sec. X-XI            |            |                                                         | Încărcați imagine | Raportați eroare |